# Faridkot (district)
Faridkot is een district van de Indiase staat Punjab. Het district telt 552.466 inwoners (2001) en heeft een oppervlakte van 1472 km².
Het district Faridkot werd in 1972 gevormd uit drie gebieden: Faridkot (dat voordien tot het district Bathinda behoorde) en Moga en Muktsar (tot dan toe beide gelegen in het district Firozpur). In 1995 kregen zowel Moga als Muktsar de status van zelfstandige districten binnen Punjab, waardoor het district Faridkot fors kromp.
Amritsar · Barnala · Bathinda · Faridkot · Fatehgarh Sahib · Fazilka · Firozpur · Gurdaspur · Hoshiarpur · Jalandhar · Kapurthala · Ludhiana · Mansa · Moga · Muktsar · Pathankot · Patiala · Rupnagar · Sahibzada Ajit Singh Nagar (Mohali) · Sangrur · Shahid Bhagat Singh Nagar · Tarn Taran